# Aleksandra Majewska
Aleksandra Izabella Majewska (ur. 16 listopada 1907 w Łodzi, zm. 10 czerwca 1990 tamże) – polska pedagog społeczna, wychowawca, organizatorka opieki. Odznaczona Orderem Uśmiechu.

## Życiorys
Urodzona w rodzinie urzędniczej (ojciec poległ podczas I wojny światowej w armii rosyjskiej). Była najstarszą z trójki rodzeństwa. By utrzymać rodzinę w trudnych czasach podjęła pracę już w okresie nauki szkolnej – była higienistka i opiekunką dzieci na koloniach. Maturę zdała w 1928 w Gimnazjum im. Emilii Sczanieckiej w Łodzi. Od 1928 do 1930 pracowała jako świetliczanka w V Domu Wychowawczym im. Stefana Żeromskiego. 
W 1930 zdała eksternistycznie egzamin dyplomowy na nauczyciela szkół powszechnych i wyjechała do Warszawy, gdzie podjęła studia na Wolnej Wszechnicy Polskiej (Studium Pracy Społeczno-Oświatowej i Wydział Pedagogiczny). W 1936 napisała pracę dyplomową (Warunki życia dzieci rodzin bezrobotnych na Woli). Od 1935 do 1940 była kierownikiem II Stacji Opieki nad Dzieckiem w Łodzi. Kierowała też łódzką Poradnią Wychowawczą oraz Centralną Świetlicą Publicznych Szkół Dokształcających. 
Od 1940 do 1945 kierowała poradniami dziecięcymi i młodzieżowymi w Warszawie. Uczestniczyła w tajnym nauczaniu. Przed wybuchem powstania warszawskiego wywiozła do Stoczka Łukowskiego osiemdziesiąt dzieci, które częściowo osierocone po powstaniu stały się pensjonariuszami założonego przez nią w Stoczku domu dziecka. W końcu 1945 i w 1946 założyła jeszcze podobne placówki w Bartoszewie, Lucieniu i Sierakówku.
W 1947 otrzymała stopień magistra filozofii w zakresie pedagogiki społecznej na Uniwersytecie Łódzkim (praca Wyniki badań w zastępczych rodzinach łódzkich). Była potem starszym asystentem w Katedrze Pedagogiki Społecznej Uniwersytetu Łódzkiego. Od 1946 pracowała również w Miejskiej Pracowni Psychologicznej w Łodzi.
Doktoryzowała się na Uniwersytecie Warszawskim w 1962 (praca: Dzieci, młodzież i alkoholizm rodziców). Od 1957 do 1964 pracowała w Poradni Zawodowej dla Młodzieży w ramach łódzkiego kuratorium oświaty. Była tam wychowawcą psychologiem do przejścia na emeryturę, która nie była końcem jej zawodowej drogi – potem pracowała nadal, m.in. w łódzkiej izbie wytrzeźwień. Była również aktywnym członkiem Towarzystwa Przyjaciół Dzieci. Po 1972 prowadziła w swojej parafii seminaria, m.in. na temat życia i pracy Janusza Korczaka i Alberta Schweitzera.
Nie założyła rodziny. Pochowana jest na Starym Cmentarzu w Łodzi, w grobie swojej matki (kwatera 5, linia 2, numer grobu – 29).

## Odznaczenia
- Odznaka Przyjaciela Dziecka (1963),
- Złota Odznaka Zasłużonego Działacza TPD (1974),
- Order Uśmiechu (1975)[1].

## Publikacje
Niektóre publikacje:
- Warunki życia dzieci rodzin bezrobotnych na Woli (1937),
- Pomoc wychowawcza; wyniki wychowania w rodzinach zastępczych; Wnioski (1948, współautorstwo: Helena Radlińska),
- Dzieci, młodzież i alkoholizm rodziców (1963),
- Dzieci alkoholików i młodzież w Izbie Wytrzeźwień w Łodzi (1963),
- Nauka wyrównawcza w szkołach łódzkich (1963),
- Dzieci w rodzinach włókniarskich (1966),
- Przystosowanie społeczne dorosłych dzieci w łódzkich rodzinach alkoholików i niealkoholików (1973),
- Z badań nad skutecznością oddziaływania poradni dla młodzieży (1974),
- Działacze społecznych poradni wychowawczych (1974)[1].